# Смерть в прерии
«Смерть в прерии» или «Ужас в прериях» (англ. Terror on the Prairie) — американский художественный фильм-вестерн 2022 года режиссёра Майкла Полиша с  Джиной Карано и Дональдом Серроне в главных ролях.

## Сюжет
Действие фильма происходит в монтанской прерии в 1870 годах. Главная героиня — жена фермера Хэтти Маккалистер. Однажды, когда её муж уезжает в город, на ферму нападает банда. Выясняется, что преступники хотят отомстить Джебу Маккалистеру за случайное убийств ребёнка во время гражданской войны. Хэтти удаётся расправиться с бандитами. На полученное за них вознаграждение она восстанавливает сгоревшую ферму.

## В ролях
- Джина Карано — Хэтти
- Дональд Серроне — Джеб
- Самира Армстронг
- Ник Сирси — Капитан
- Хит Фриман
- Маттиас Хьюз — мистер Самуэльсон

## Создание и оценки
Проект был анонсирован в феврале 2021 года. Режиссёром стал Майкл Полиш, главную роль получила Джина Карано. Для неё это была первая работа в кино после громкого скандала, когда из-за высказанного публично сравнения современных США с нацистской Германией актриса потеряла роль Кары Дюн в «Звёздных войнах». В «Ужасе в прериях» снялись также Самира Армстронг, Ник Сирси, Хит Фриман, Маттиас Хьюз. Фильм снимался при поддержке консервативного издания The Daily Wire, съёмки начались в октябре 2021 года в американском штате Монтана. В феврале 2022 года вышел первый трейлер картины (исходя из увиденного, критики охарактеризовали фильм как «мрачный вестерн»), а премьера состоялась в июне 2022 года на веб-платформе The Daily Wire. «Смерть в прерии» выходила в ограниченный театральный прокат в Объединённых Арабских Эмиратах и России.
На сайте-агрегаторе отзывов Rotten Tomatoes фильм получил рейтинг 83 % со средней оценкой 7,2 из 10. Хорхе Кастильо из Starburst, оценивший его на 2 балла из 5, одобрительно отозвался о режиссуре Полиша, но раскритиковал игру Карано. Рецензент IndieWire счёл, что авторы фильма не смогли достучаться до целевой аудитории, из-за чего «Смерть в прерии» не набрала удовлетворительную кассу.
Обозреватель «Коммерсанта» Юлия Шагельман охарактеризовала «Смерть в прерии» как «достаточно традиционный, почти очищенный от влияния позднейших деконструкций образец» вестерна, который ни на что не претендует. Актёры, снявшиеся в главных ролях, демонстрируют «небогатую эмоциональную шкалу», которой, впрочем, оказывается достаточно для решения художественных задач. В соответствии с трендом 2020-х годов центральным персонажем оказывается женщина, которая может самостоятельно справиться со злодеями-мужчинами.